# Alan Keele
Alan Frank Keele (geb. 17. November 1942) ist ein amerikanischer Professor der Germanistik an der Brigham Young University in Provo, Utah.

## Leben
Keele wurde in Provo geboren und besuchte die Schule in Springville, Utah, Laramie, Wyoming, Spanish Fork, Utah, und Bicknell, Utah, wo er an der Wayne High School 1960 seinen Abschluss machte.
Er gehört der Kirche Jesu Christi der Heiligen der Letzten Tage (The Church of Jesus Christ of Latter-day Saints, LDS) an, für die er von 1962 bis 1964 dreißig Monate lang in Deutschland missionarisch tätig war. Er übte in der Kirche verschiedene Funktionen aus, so als Gebietspräsident, Bischof und zweimal als Hoher Rat.
Keele ist mit Linda Kay Sellers verheiratet. Das Ehepaar hat sechs Kinder.
Er hat sich in einer Reihe von Gemeinde- und Bürgeraktivitäten engagiert. Zusammen mit Professor Donald K. Jarvis war Keele Ko-Vorsitzender der Russian Relief, einer Organisation, die Anfang der 1990er Jahre Nahrungsmittel und Geld sammelte, um Sowjetbürgern in Not zu helfen, wofür er die Aufmerksamkeit der New York Times erhielt.
Keele studierte zunächst an der University of Utah Chemie. Nach seiner Zeit als Missionar ging er an die Brigham Young University (BYU), wo er 1967 die Bachelor Prüfung in Deutsch und Geschichte ablegte. 1971 wurde er als Dr. phil. der Germanistik von der Princeton University promoviert.

## Wissenschaftliche Laufbahn
An der BYU leitete Keele die Abteilung für germanische und slawische Sprachen. Er war Mitglied der Modern Language Association, des American Council of Teachers of Foreign Language und der German Studies Association und hatte den Vorsitz der deutschen Sektion der Rocky Mountain Modern Language Association inne.
An der BYU hat Keele vor allem Deutsch als Fremdsprache und Literatur unterrichtet. Für seine akademische Arbeit erhielt er verschiedene Ehrungen, darunter 1992 den Ehrenprofessor des Jahres, 1995 den Abraham O. Smoot-Staatsbürgerschaftspreis, 1996 die Karl G. Maeser-Professur für Allgemeinbildung und 2007 den Alcuin-Preis. Gegenwärtig hat er den Ludwig-Weber-Siebach-Lehrstuhl für Germanistik und Geisteswissenschaften inne.
Keele hat unter anderem zusammen mit Douglas F. Tobler, Blair R. Holmes und Karl-Heinz Schnibbe über die Aktivitäten von Helmuth Hübener und seiner Gruppe in der Opposition gegen Hitler geschrieben.
Keele hat auch über die Werke von Günter Grass gearbeitet.
Ein besonderes Interesse entwickelte er für die Frage der Zusammenarbeit von Walter Kempowski mit dem US Counter Intelligence Corps (CIC) im Jahr 1947, die zu der Verhaftung Kempowskis, seiner Mutter und seines Bruders (mit folgender langer Haftstrafe in Bautzen) führte.

## Veröffentlichungen
Keele hat zur deutschen Nachkriegsliteratur sowie zu sozialgeschichtlichen Themen veröffentlicht und zwei Vokabelwörterbücher herausgegeben. Er trug zu Übersetzungen der 55 Sonette auf Orpheus und der zehn Duineser Elegien von Rainer Maria Rilke sowie zu Walter Kempowskis Roman Hundstage bei. Außerdem schuf er eine 10.000 Seiten umfassende Konkordanz der Werke Kempowskis.
Keele hat auch über Themen geschrieben, die für die LDS-Gemeinschaft von Interesse sind, wie zum Beispiel die mormonische Widerstandsbewegung in Nazi-Deutschland.
Für sein Gesamtwerk erhielt Keele 2008 einen Sonderpreis der Association for Mormon Letters.
Auswahl aus Keele's Veröffentlichungen:
- Keele, Alan (1971). Don Quixote in Cologne: An Introduction to the Life and Works of Paul Schallück. [Dissertation]. Princeton University*
- Folsom, Marvin H.; Keele, Alan F. (1983). German Core Vocabulary in Context: A Pedagogical Dictionary for Beginning Students of German. Provo, Utah: Interlinguistica
- Keele, Alan F. (1988). Understanding Günter Grass. Columbia: University of South Carolina Press. ISBN 0-87249-546-9
- Holmes, Blair R.; Keele, Alan F. (1995). When Truth Was Treason: German Youth Against Hitler: The Story of the Helmuth Hübener Group. Urbana: University of Illinois Press. ISBN 0-252-02201-7